# Rue Dufrenoy
La rue Dufrenoy est une voie du 16e arrondissement de Paris, en France.

## Situation et accès
La rue Dufrenoy est une voie publique située dans le 16e arrondissement de Paris se trouvant au sein du quartier résidentiel de très haut standing dit « quartier de la Porte-Dauphine ». Elle débute au 184, avenue Victor-Hugo et au 1, rue Benjamin-Godard et se termine au 37, boulevard Lannes.
Elle est desservie par la ligne C du RER à la gare de l'avenue Henri Martin.
Au croisement avec l'avenue Victor-Hugo se trouve la place Mike-Brant.

## Origine du nom

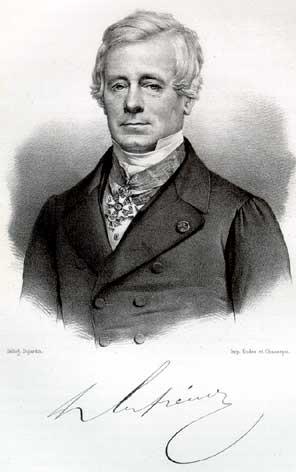
Le géologue français Armand Dufrénoy (1792-1857).

Elle est nommée en l'honneur du géologue et minéralogiste français Armand Dufrénoy (1792-1857). C'est donc à tort qu'elle est orthographiée Dufrenoy, sans accent sur le e.

## Historique
En 1856-1857, la ville de Paris est autorisée, par décret du 3 novembre 1856, à acquérir des terrains compris entre l'avenue d'Eylau et le chemin de fer de Ceinture. Quant à la partie comprise entre le chemin de fer d'Auteuil et le boulevard Lannes, elle est ouverte en 1860 sur des terrains provenant du bois de Boulogne, l'ensemble étant alors situé sur la commune de Passy.
D'abord dénommée « rue du Puits-Artésien » (cf. la fontaine du square Lamartine voisine), elle est classée dans la voirie parisienne en vertu d'un décret du 23 mai 1863, avant de prendre sa dénomination actuelle par un autre décret du 27 février 1867.
Le 11 mars 1918, durant la Première Guerre mondiale, la rue Dufrenoy est touchée lors d'un raid effectué par des avions allemands.
Le 30 janvier 1980, la rue est symboliquement renommée rue Andreï Sakharov à l’occasion d’une manifestation de soutien à l’académicien russe.

## Bâtiments remarquables et lieux de mémoire

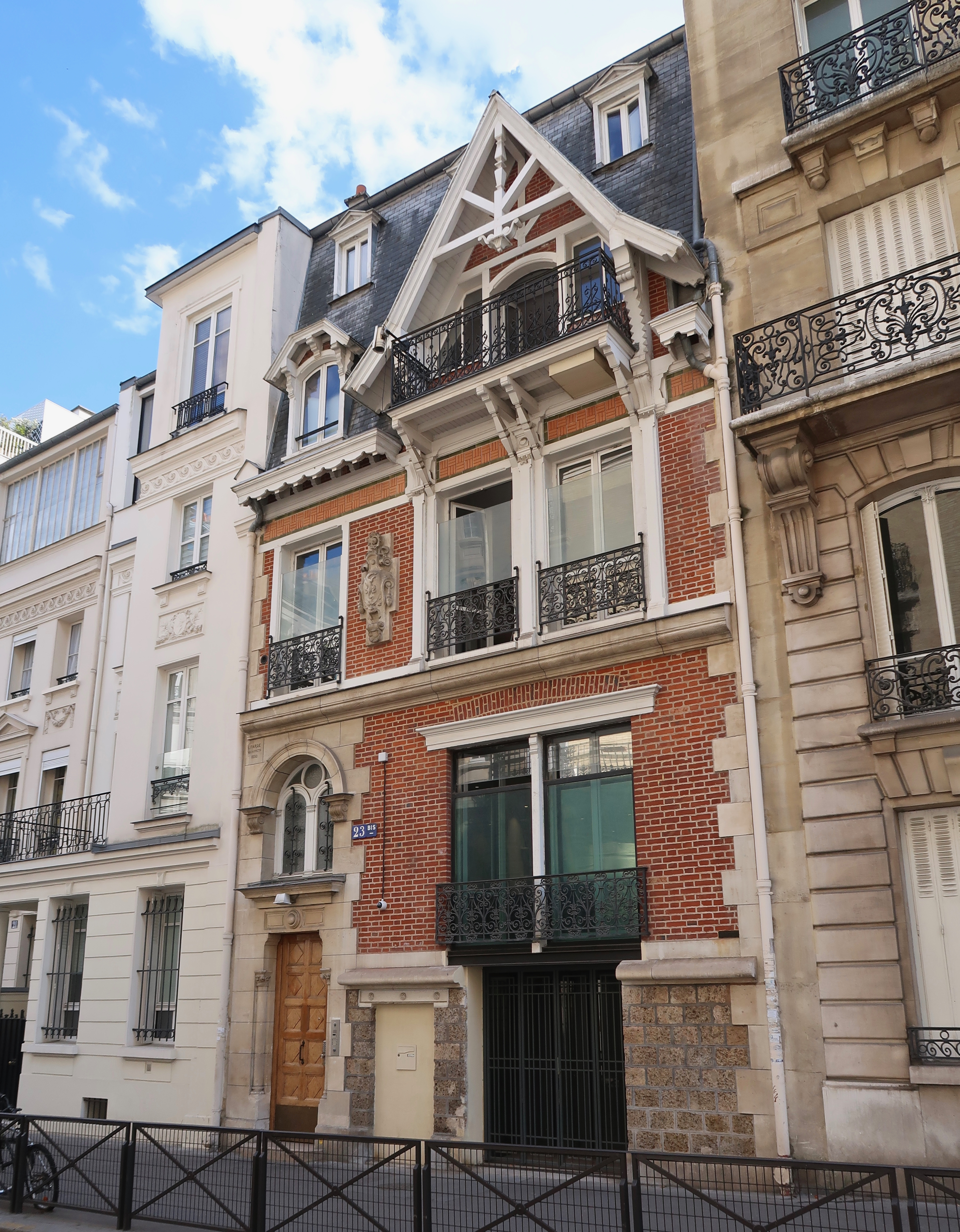
No 23 bis.

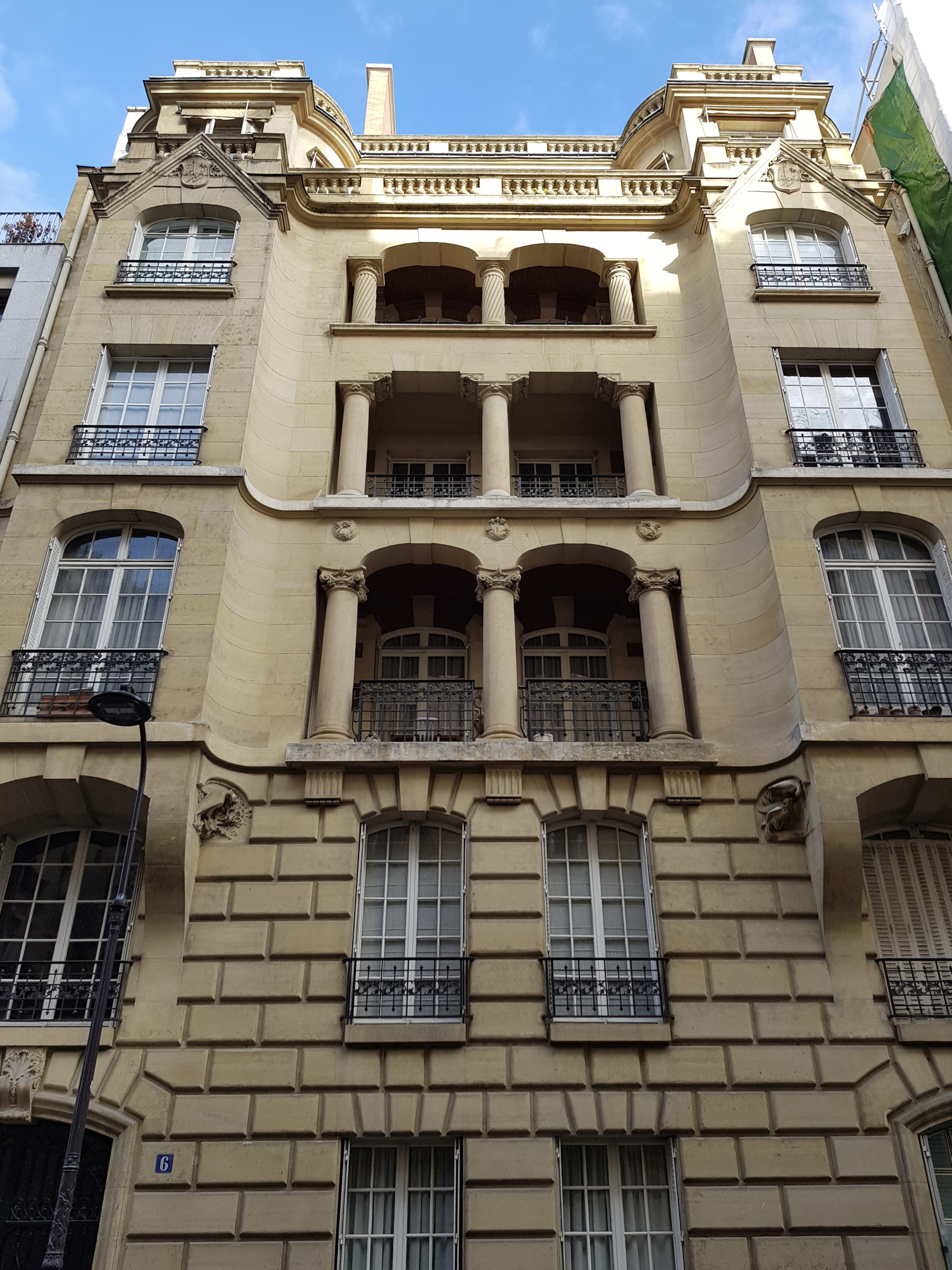
No 6.

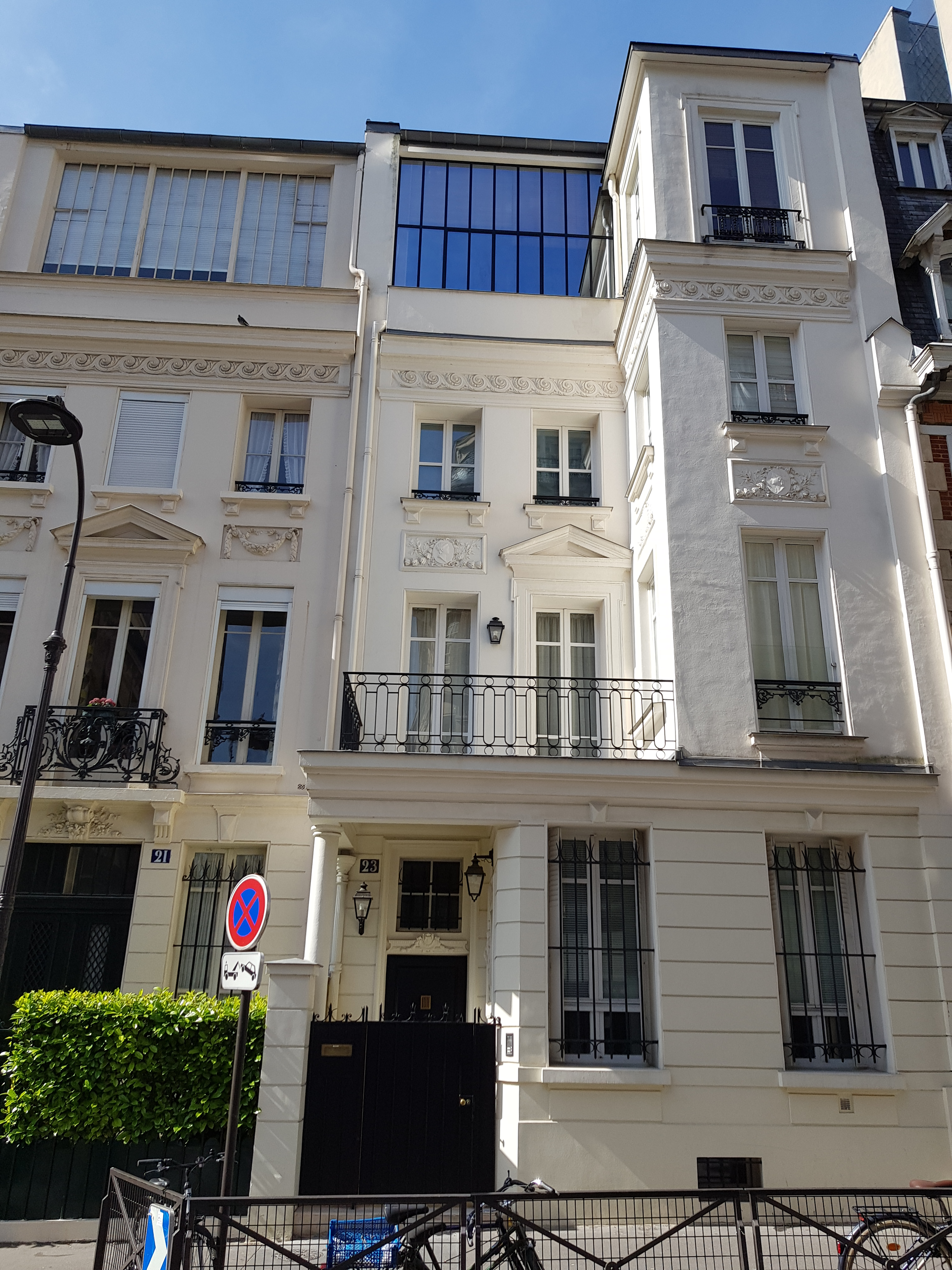
Nos 21-23.

- À l'intersection de la rue et du boulevard Flandrin se trouvaient autrefois les glacières du bois de Boulogne[1]. À ce niveau se trouve de nos jours un accès à la gare de l'avenue Henri-Martin.
- No 6 : immeuble primé au concours de façades de 1909[4], œuvre des architectes Jean Formigé et Emmanuel Gonse ; on remarque aux deux premiers niveaux des sculptures de Théodore-Charles Gruyère inspirées des fables de La Fontaine. Dans les années 1970, le Centre national des lettres y a son siège.
- Angle rue de la Faisanderie-rue Dufrenoy : le personnage de fiction Arsène Lupin y demeure dans un hôtel particulier, sous le pseudonyme de « colonel Sparmiento ».
- No 18 : à cette adresse se trouvait, en 1882, une galerie de peinture spécialisée dans la copie de tableaux de maître anciens[5] (bâtiment disparu). Un nouvel immeuble y a été construit en 1898.
- Nos 19-23 : bâtiments de style Regency anglais à usage d’habitation avec atelier d’artiste au dernier niveau construits en 1883 par l’architecte Louis Jaumin pour le peintre George Louis Poilleux Saint-Ange[6].
- No 23 bis : hôtel particulier de style régionaliste construit par l'architecte Laurent Farge en 1890[4] ; bâtiment en pierre et en brique ; façade d'inspiration néo-Louis XIII ; charpente apparente peinte en blanc. Accueille le Centre communautaire Edmond-Weil, qui dépend de la synagogue de la rue de Montevideo voisine[7].